# Beaumont-Hamel Newfoundland Memorial
Das Beaumont-Hamel Newfoundland Memorial ist eine Gedächtnisstätte in der nordfranzösischen Gemeinde Beaumont-Hamel (Département Somme). Es wurde errichtet zur Erinnerung an die Leistungen und Opfer der Soldaten aus dem Dominion Neufundland, die während des Ersten Weltkriegs in der Armee des Britischen Empire dienten. Es ist das größte der fünf neufundländischen Kriegerdenkmale in Frankreich und Belgien.
Das Denkmal liegt etwa neun Kilometer nördlich der Stadt Albert, wo am 1. Juli 1916 die Schlacht an der Somme ihren Ausgang nahm. Bereits am ersten Tag der Schlacht an der Somme war dort das Royal Newfoundland Regiment nahezu vernichtet worden. Daher erwarb das Dominion Neufundland nach Kriegsende ein etwa 34 Hektar großes Gelände und errichtete dort eine Gedächtnisstätte für die Gefallenen Neufundlands. Geschaffen wurde das Denkmal von dem britischen Bildhauer Basil Gotto. Am 7. Juni 1925 wurde es von Douglas Haig, dem ehemaligen Oberbefehlshaber des britischen Expeditionskorps in Frankreich, eingeweiht.
Nach Plänen des ursprünglich aus den Niederlanden stammenden Landschaftsarchitekten R.H.K. Cochius wurde der ausgedehnte Newfoundland Memorial Park angelegt. Neben mehreren erhaltenen Schützengräben aus der Zeit des Ersten Weltkriegs und eine Reihe kleinerer Denkmäler umfasst der Park drei Soldatenfriedhöfe:
- Hawthorn Ridge No. 2 (214 Gräber, darunter 191 britische und 23 neufundländische)
- Hunter’s (46 Gräber)
- Y Ravine (366 Gräber, darunter 328 britische und 38 neufundländische)

Überragt wird der Park von einem in Bronze ausgeführten Karibu, der auf einem künstlich angelegten Felshügel stolz in die Richtung des Feindes blickt. Das Tier ist das Symbol des Royal Newfoundland Regiments.
Am 9. April 1997 wurde die Anlage unter dem Namen Beaumont-Hamel National Historic Site zu einer National Historic Site of Canada erklärt.

## UNESCO-Weltkulturerbe
Als Grab- und Gedenkstätte des Ersten Weltkriegs gehört das „Beaumont-Hamel Newfoundland Memorial“ seit 2023 zum UNESCO-Welterbe in Frankreich.